# Chalinolobus neocaledonicus
Chalinolobus neocaledonicus је врста слепог миша из породице вечерњака (лат. Vespertilionidae).

## Распрострањење
Ареал врсте је ограничен на Нову Каледонију.

## Станиште
Станиште врсте су шуме.

## Угроженост
Ова врста се сматра угроженом.